# 勝股英夫
勝股 英夫（かつまた ひでお、1964年〈昭和39年〉1月17日 - ）は、日本のアニメーションプロデューサー、実業家。エイベックス株式会社 コーポレート執行役員、エイベックス・ピクチャーズ株式会社代表取締役社長、株式会社アニメタイムズ社代表取締役社長、一般社団法人外国映画輸入配給協会理事、株式会社aNCHOR非常勤取締役、FLAGSHIP LINE株式会社非常勤取締役、一般社団法人日本動画協会監事。

## 経歴
同志社大学経済学部を卒業。1988年にソニー（現・ソニーグループ）に入社。ソニー・ピクチャーズ エンタテインメントを経て、1997年にSPE・ビジュアルワークス（現・アニプレックス）の設立メンバーとなる。
プロデューサーとして、『GTO』『学校の怪談』『鋼の錬金術師』などを担当した後、2004年にアニプレックス執行役員に就任。その後、A-1 Pictures代表取締役社長やアニプレックス代表取締役専務を歴任した。2012年にアニプレックスを離れ、エイベックス・エンタテインメントに転職。2014年にエイベックス・ピクチャーズを設立、取締役に就任。2017年に代表取締役社長に就任。

## 履歴

### 学歴・職歴
- 1988年（昭和63年） - ソニー株式会社（現・ソニーグループ株式会社）入社。
- 1997年（平成9年）1月 - 株式会社エスピーイー・ビジュアルワークス（現・株式会社アニプレックス）設立。
- 2004年（平成16年）2月 - 株式会社アニプレックス執行役員[2]。
- 2005年（平成17年）5月 - 株式会社A-1 Pictures設立 非常勤取締役[3]。
- 2006年（平成18年）10月 - 株式会社A-1 Pictures代表取締役執行役員社長[4]。
- 2009年（平成21年）4月 - 株式会社アニプレックス執行役員常務[5]。
- 2010年（平成22年）6月 - 株式会社アニプレックス代表取締役執行役員専務[6]。
- 2010年（平成22年）6月 - 株式会社A-1 Pictures非常勤取締役[6]。
- 2012年（平成24年）9月 - 株式会社アニプレックス退職[7]。
- 2012年（平成24年）11月 - エイベックス・エンタテインメント株式会社（現・エイベックス・デジタル株式会社）入社 映像制作本部副本部長兼アニメ制作部部長[8]。
- 2014年（平成26年）4月 - エイベックス・ピクチャーズ株式会社設立 取締役 アニメ制作本部本部長[9]。
- 2015年（平成27年）1月 - 株式会社アニメタイムズ社代表取締役社長（現任）[10]。
- 2015年（平成27年）7月 - エイベックス・ピクチャーズ株式会社代表取締役副社長 アニメ制作本部本部長[11]。
- 2016年（平成28年）6月 - エイベックス･グループ･ホールディングス株式会社（現・エイベックス株式会社）コーポレート執行役員[12]。
- 2017年（平成29年）1月 - エイベックス･グループ･ホールディングス株式会社（現・エイベックス株式会社）グループ執行役員[13]。
- 2017年（平成29年）4月 - エイベックス・ピクチャーズ株式会社代表取締役社長（現任）[14]。
- 2017年（平成29年）7月 - イクストル株式会社（現・株式会社aNCHOR）非常勤取締役（現任）[15]。
- 2018年（平成30年）6月 - 一般社団法人日本動画協会監事（現任）[16]。
- 2018年（平成30年）7月 - FLAGSHIP LINE株式会社設立 非常勤取締役（現任）[17]。
- 2021年（令和3年）6月 - 一般社団法人外国映画輸入配給協会理事（現任）[18]。
- 2021年（令和3年）6月 - エイベックス株式会社 コーポレート執行役員（現任）[19]。

## 現職
- エイベックス株式会社 コーポレート執行役員[20]
- エイベックス・ピクチャーズ株式会社代表取締役社長[21]
- 株式会社アニメタイムズ社代表取締役社長[22]
- 一般社団法人外国映画輸入配給協会理事[23]
- 株式会社aNCHOR非常勤取締役[24]
- FLAGSHIP LINE株式会社非常勤取締役[25]
- 一般社団法人日本動画協会監事[26]

## 作品一覧

### テレビアニメ
1996年
- るろうに剣心 -明治剣客浪漫譚- - 広報

1997年
- はれときどきぶた - プロデューサー

1999年
- アークザラッド - プロデューサー
- GTO - プロデューサー
- キョロちゃん - 企画
- ワイルドアームズ トワイライトヴェノム - プロデューサー

2000年
- 人造人間キカイダー THE ANIMATION - エグゼクティブプロデューサー
- 学校の怪談 - プロデューサー

2001年
- パラッパラッパー - プロデューサー

2002年
- 王ドロボウJING - エグゼクティブプロデューサー
- スパイラル －推理の絆－ - プロデューサー

2003年
- 鋼の錬金術師 - 企画

2004年
- 学園アリス - 企画

2005年
- ギャラリーフェイク - 企画
- 韋駄天翔 - 企画
- 地獄少女 - 企画
- BLOOD+ - エグゼクティブプロデューサー
- Paradise Kiss - 製作

2006年
- おろしたてミュージカル 練馬大根ブラザーズ - 企画
- 出ましたっ!パワパフガールズZ - エグゼクティブプロデューサー
- 009-1 - 企画
- 天保異聞 妖奇士 - 企画協力
- 地獄少女 二籠 - 企画

2007年
- ロビーとケロビー - プロデューサー
- おおきく振りかぶって - 企画

2008年
- ペルソナ 〜トリニティ・ソウル〜 - エグゼクティブプロデューサー
- 鉄腕バーディー DECODE - エグゼクティブプロデューサー
- タカネの自転車 - 製作
- 黒執事 - エグゼクティブプロデューサー
- かんなぎ - エグゼクティブプロデューサー

2009年
- 鉄腕バーディー DECODE:02 - エグゼクティブプロデューサー
- 戦場のヴァルキュリア - エグゼクティブプロデューサー
- ミラクル☆トレイン〜大江戸線へようこそ〜 - エグゼクティブプロデューサー
- DARKER THAN BLACK -流星の双子- - 企画
- 鋼の錬金術師 FULLMETAL ALCHEMIST - 企画
- FAIRY TAIL - 企画（第1話 - 第38話）

2010年
- ソ・ラ・ノ・ヲ・ト - エグゼクティブプロデューサー
- ひだまりスケッチ×☆☆☆ - 企画
- 刀語 - チーフプロデューサー
- おおきく振りかぶって〜夏の大会編〜 - 企画
- WORKING!! - エグゼクティブプロデューサー
- 閃光のナイトレイド - エグゼクティブプロデューサー
- 黒執事II - エグゼクティブプロデューサー
- セキレイ〜Pure Engagement〜 - エグゼクティブプロデューサー
- 世紀末オカルト学院 - エグゼクティブプロデューサー
- 屍鬼 - チーフプロデューサー
- STAR DRIVER 輝きのタクト - 企画

2011年
- 放浪息子 - 製作
- あの日見た花の名前を僕達はまだ知らない。 - 企画協力
- 青の祓魔師 - 企画
- 夏目友人帳 参 - 企画
- NO.6 - 製作
- 君と僕。 - 企画
- ギルティクラウン - 製作

2012年
- 夏目友人帳 肆 - 企画
- ブラック★ロックシューター - 製作
- 君と僕。2 - 企画
- 夏色キセキ - エグゼクティブプロデューサー
- つり球 - 製作
- 超訳百人一首 うた恋い。 - 企画
- もやしもん リターンズ - 製作
- ROBOTICS;NOTES - 製作

2013年
- 這いよれ! ニャル子さんW - 企画
- ムシブギョー - 企画
- 犬とハサミは使いよう - 企画
- ガイストクラッシャー - 製作委員会

2014年
- ノラガミ - 企画
- ハマトラ - スーパーバイザー
- Wake Up, Girls! - 企画
- キャプテン・アース - 企画
- プリパラ - 製作委員会
- DRAMAtical Murder - 企画
- ハナヤマタ - 企画
- Re:␣ ハマトラ - 企画
- トライブクルクル - 製作委員会
- 異能バトルは日常系のなかで - 企画
- トリニティセブン - 企画

2015年
- 暗殺教室 - 企画協力
- 戦国無双 - 企画
- GON -ゴン-（第2期） - 企画
- ハッカドール THE あにめ〜しょん - 企画
- ノラガミ ARAGOTO - 企画
- いとしのムーコ - 企画
- おそ松さん - 企画
- Dance with Devils - 企画

2016年
- 暗殺教室（第2期） - 企画協力
- シュヴァルツェスマーケン - 企画
- ハンドレッド - 企画
- 双星の陰陽師 - 企画
- あんハピ♪ - 企画
- タブー・タトゥー - 企画
- 灼熱の卓球娘 - 企画
- ユーリ!!! on ICE - 製作
- おそ松さん おうまでこばなし - 企画

2017年
- アイドルタイムプリパラ - 製作委員会
- 王室教師ハイネ - 企画
- 恋愛暴君 - 企画
- 賭ケグルイ - 企画
- 異世界食堂 - 企画
- ひとりじめマイヒーロー - 企画
- ピコ太郎のララバイラーラバイ - 企画
- おそ松さん（第2期） - 企画
- ブラッククローバー - 企画
- 十二大戦 - 企画
- Wake Up, Girls! 新章 - 企画
- ブーブーボーイだっぷ - 企画

2018年
- ラーメン大好き小泉さん - 企画
- デスマーチからはじまる異世界狂想曲 - 企画
- 魔法少女サイト - 企画
- キラッとプリ☆チャン - 製作委員会
- 異世界魔王と召喚少女の奴隷魔術 - 企画
- 夢王国と眠れる100人の王子様 - 企画
- 深夜!天才バカボン - 企画
- ぐらんぶる - 企画
- ゾンビランドサガ - 製作

2019年
- 賭ケグルイ×× - 企画
- 同居人はひざ、時々、頭のうえ。 - 企画
- revisions リヴィジョンズ - 製作
- ガーリー・エアフォース - 企画
- グリムノーツ The Animation - 企画
- フルーツバスケット 1st season - 企画
- KING OF PRISM -Shiny Seven Stars- - 製作
- 手品先輩 - 製作
- ソウナンですか? - 製作
- 戦×恋 - 企画
- 私、能力は平均値でって言ったよね! - 企画
- アサシンズプライド - 企画

2020年
- ネコぱら - 企画
- 宝石商リチャード氏の謎鑑定 - 企画
- 織田シナモン信長 - 企画
- 球詠 - 企画
- かくしごと - エグゼクティブプロデューサー
- キングダム（第3シリーズ） - 企画
- フルーツバスケット 2nd season - 企画
- おそ松さん（第3期） - 企画

2021年
- 天地創造デザイン部 - 企画
- WAVE!!〜サーフィンやっぺ!!〜 - 企画
- フルーツバスケット The Final - 企画
- iiiあいすくりん - 企画
- ゾンビランドサガ リベンジ - 企画
- 異世界魔王と召喚少女の奴隷魔術Ω - 企画
- でーじミーツガール - 企画
- ワッチャプリマジ! - 製作委員会
- さんかく窓の外側は夜 - 企画
- マブラヴ オルタネイティヴ - 製作

2022年
- オリエント - 企画

### Webアニメ
2017年
- 殺せんせーQ! - 企画協力

2020年
- 言霊少女 the Animation -Microphone soul spinners- - 企画
- ざしきわらしのタタミちゃん - 企画
- 日本沈没2020 - 製作

2021年
- 天空侵犯 - 企画

### OVA
2001年
- キカイダー01 THE ANIMATION - エグゼクティブプロデューサー

2004年
- 王ドロボウJING in Seventh Heaven - エグゼクティブプロデューサー

2011年
- 戦場のヴァルキュリア3 誰がための銃瘡 - エグゼクティブプロデューサー

2012年
- るろうに剣心 -明治剣客浪漫譚- 新京都編 - 企画

2014年
- ノゾ×キミ - 企画
- ファンタジスタ ステラ - 企画
- 姉ログ 靄子姉さんの止まらないモノローグ - 企画
- 今際の国のアリス - 企画

2015年
- 這いよれ! ニャル子さんF - 企画

2017年
- エスカクロン - 企画

2022年
- 地球外少年少女 - 企画

### アニメ映画
2004年
- 劇場版 NARUTO -ナルト- 大活劇!雪姫忍法帖だってばよ!! - 音楽プロデューサー

2005年
- 劇場版 鋼の錬金術師 シャンバラを征く者 - 企画

2006年
- 劇場版BLEACH MEMORIES OF NOBODY - 製作委員会

2010年
- 宇宙ショーへようこそ - 企画
- マルドゥック・スクランブル 圧縮 - 企画
- 劇場版BLEACH 地獄篇 - 製作委員会
- 劇場版 空の境界 終章/空の境界 - 協力

2011年
- 鋼の錬金術師 嘆きの丘の聖なる星 - 企画
- 蛍火の杜へ - 製作委員会

2012年
- ROAD TO NINJA -NARUTO THE MOVIE- - 製作委員会

2013年
- BAYONETTA Bloody Fate - エグゼクティブ・プロデューサー

2014年
- Wake Up, Girls! 七人のアイドル - 製作
- 新劇場版 頭文字D Legend1 -覚醒- - 企画

2015年
- 劇場版プリパラ み〜んなあつまれ!プリズム☆ツアーズ - エグゼクティブプロデューサー
- 新劇場版 頭文字D Legend2 -闘走- - 企画
- Wake Up, Girls! 青春の影 - 製作
- Wake Up, Girls! Beyond the Bottom - 製作

2016年
- 新劇場版 頭文字D Legend3 -夢現- - 企画
- 劇場版 暗殺教室 365日の時間 - 企画協力
- ポッピンQ - 企画協力

2017年
- 劇場版 トリニティセブン -悠久図書館と錬金術少女- - 企画
- 劇場版 FAIRY TAIL -DRAGON CRY- - 製作
- 映画 妖怪ウォッチ シャドウサイド 鬼王の復活 - 製作委員会

2021年
- 映画大好きポンポさん - 製作

### テレビドラマ
2019年
- カカフカカ-こじらせ大人のシェアハウス- - 製作
- あおざくら 防衛大学校物語 - 製作

### 実写映画
2017年
- 恋と嘘 - 製作
- 氷菓 - 製作

2018年
- 不能犯 - 製作
- あのコの、トリコ。 - 製作
- オズランド 笑顔の魔法おしえます。 - 製作

2019年
- 愛唄 -約束のナクヒト- - 製作
- クロガラス1 - 製作
- クロガラス2 - 製作
- 映画 賭ケグルイ - 製作
- 僕に、会いたかった - 製作
- いなくなれ、群青 - 製作
- 任侠学園 - 製作
- WALKING MAN - 製作
- 殺さない彼と死なない彼女 - 製作

2020年
- ステップ - 製作
- ビューティフルドリーマー - 製作

2021年
- 名も無き世界のエンドロール - 製作
- まともじゃないのは君も一緒 - 製作
- ホムンクルス - 製作統括
- Bittersand - 製作
- 星空のむこうの国 - 製作
- クロガラス3 - 製作
- クロガラス0 - 製作

2022年
- ポプラン - 製作
- 嘘喰い - 製作
- 映画 おそ松さん - 製作

2024年
- 傲慢と善良 - 製作

### バラエティ番組
2019年
- Run Girls, Run!のらんがばん! - 企画

## 出演

### テレビ
- アニメノチカラの舞台裏（2010年3月30日、テレビ東京）[27]
- ヨルヤン（2019年12月24日[28]・2020年1月7日[29]、テレビ東京）